# Мелборн-Біч (Флорида)
Мелборн-Біч (англ. Melbourne Beach) — місто (англ. town) в США, в окрузі Бревард штату Флорида. Населення — 3231 особа (2020).

## Географія
Розташоване на бар'єрному острові, який відокремлює лагуну річки Індіан від Атлантичного океану. Острів становить близько 56 км в довжину та простягнувся від мису Канаверал на півдні до затоки Себастьян на півдні.
Мелборн-Біч розташований за координатами 28°4′1″ пн. ш. 80°33′35″ зх. д. / 28.06694° пн. ш. 80.55972° зх. д. (28.066869, -80.559603).  За даними Бюро перепису населення США в 2010 році місто мало площу 3,62 км², з яких 2,54 км² — суходіл та 1,08 км² — водойми.

## Демографія
Згідно з переписом 2010 року, у місті мешкала 3101 особа в 1344 домогосподарствах у складі 871 родини. Густота населення становила 857 осіб/км².  Було 1574 помешкання (435/км²).
Расовий склад населення:
| - 96,8 % — білих - 1,1 % — азіатів - 0,5 % — чорних або афроамериканців - 0,2 % — корінних американців |

До двох чи більше рас належало 1,1 %. Частка іспаномовних становила 3,2 % від усіх жителів.
За віковим діапазоном населення розподілялося таким чином: 19,3 % — особи молодші 18 років, 59,1 % — особи у віці 18—64 років, 21,6 % — особи у віці 65 років та старші. Медіана віку мешканця становила 49,5 року. На 100 осіб жіночої статі у місті припадало 104,7 чоловіків;  на 100 жінок у віці від 18 років та старших — 101,4 чоловіків також старших 18 років.
Середній дохід на одне домашнє господарство  становив 102 603 долари США (медіана — 69 917), а середній дохід на одну сім'ю — 121 298 доларів (медіана — 82 847). Медіана доходів становила 53 864 долари для чоловіків та 48 000 доларів для жінок. За межею бідності перебувало 2,1 % осіб, у тому числі 0,0 % дітей у віці до 18 років та 1,7 % осіб у віці 65 років та старших.
Цивільне працевлаштоване населення становило 1586 осіб. Основні галузі зайнятості: освіта, охорона здоров'я та соціальна допомога — 21,0 %, роздрібна торгівля — 16,9 %, мистецтво, розваги та відпочинок — 16,1 %.